# Hexatoma (Eriocera) xanthopoda
Hexatoma (Eriocera) xanthopoda is een tweevleugelige uit de familie steltmuggen (Limoniidae). De soort komt voor in het Oriëntaals gebied.